# Kate Todd
Kate Todd (Barrie, Ontário, 12 de Dezembro de 1987) é uma atriz canadense que é mais conhecida pela sua personagem Lily em Radio livre de roscoe, Boomerang da TV paga. Além de atriz ela é cantora. Kate começou sua carreira com quatorze anos de idade. 

## Filmografia

### Filmes
| Ano  | Título               | Papel          | Notas        |
| ---- | -------------------- | -------------- | ------------ |
| 2007 | The Tracey Fragments | Debbie Dodge   |              |
| 2007 | Grizzly Rage         | Lauren Findley | Protagonista |
| 2008 | Saving God           | Sherri Butler  |              |

### Curta-metragem
| Ano  | Título        | Papel            | Notas |
| ---- | ------------- | ---------------- | ----- |
| 2012 | S is for Bird | Snack Bar Menina |       |

## Televisão

### Séries
| Ano       | Título                            | Papel                     | Notas                            |
| --------- | --------------------------------- | ------------------------- | -------------------------------- |
| 2002      | Strange Days at Blake Holsey High | Cassie                    |                                  |
| 2003–2005 | Radio Free Roscoe                 | Lily "Shady Lane" Randall |                                  |
| 2004      | Real Access                       | Ela mesma                 | Episódio "Blonde Ambition"       |
| 2007      | Naturally, Sadie                  | Jen                       |                                  |
| 2007–2008 | Life with Derek                   | Sally                     |                                  |
| 2008      | Degrassi: The Next Generation     | Natasha                   | Sétima temporada                 |
| 2009–2010 | Cashing In                        | Chrissy Eastman           |                                  |
| 2011      | Rookie Blue                       | Jane Eddie                | Episódio "The One That Got Away" |
| 2011–2012 | My Babysitter's a Vampire         | Erica Jones               | Protagonista - 24 episódios      |
| 2012      | The L.A. Complex                  | Katee                     | 4 episodios                      |
| 2013      | Satisfaction                      | Taylor                    | 1 episódio                       |
| 2014      | Lost Girl                         | Dominique                 | 1 episodio                       |

### Telefilme
| Ano  | Título                    | Papel       | Notas            |
| ---- | ------------------------- | ----------- | ---------------- |
| 2005 | More Sex & the Single Mom | Carol Ann   |                  |
| 2006 | Booky Makes Her Mark      | Gloria      |                  |
| 2010 | My Babysitter's a Vampire | Erica Jones | Elenco Principal |

### Games
| Ano  | Título                     | Papel  | Notas |
| ---- | -------------------------- | ------ | ----- |
| 2014 | Assassin's Creed Unity     | Bishop |       |
| 2015 | Assassin's Creed Syndicate | Bishop |       |

## Voz
| Ano  | Título     | Papel        | Notas                          |
| ---- | ---------- | ------------ | ------------------------------ |
| 2009 | Family Guy | Heidi Montag | Episódio "We Love You, Conrad" |

## Músicas
- Half Of Me
- Indecisive
- Miles Away